# Sabin (chán)
Sabin byl bulharský chán vládnoucí v letech 763–766, který se dostal na trůn svržením předchozího vládce Telece. Nový chán musel čelit novému útoku byzantského císaře Konstantina V., který již předtím zorganizoval několik vojenských výprav do Bulharska. Ten se roku 765 vypravil proti Bulharům s mohutnou armádou, jež dovezly byzantské lodě do přístavů Anchiala a Mesembrie, kde měly vojáky vyložit. Sabin se pokusil vyjednat s císařem mír, ten ale jakékoliv vyjednávání odmítl. Při vyloďování však došlo k potopení několika lodí vezoucích vojáky. Císař se tak musel vrátit zpět do Konstantinopole, načež mu Sabin znovu nabídl mír. To se nesetkalo se sympatiemi bojarů, kteří chána svrhli. Sabin utekl do Konstantinopole a za svého nástupce určil Umora, jenž se stal novým vládcem Bulharska.